# Sonik Kicks
Sonik Kicks è un album in studio di Paul Weller.

## Tracce
1. Green - 3:03
2. The Attic - 2:15
3. Kling I Klang - 3:14
4. Sleep Of The Serene - 2:00
5. By The Waters - 3:29
6. That Dangerous Age - 2:30
7. Study In Blue - 6:37
8. Dragonfly - 3:41
9. When Your Garden's Overgrown - 3:11
10. Around The Lake - 2:11
11. Twilight - 0:20
12. Drifters - 3:07
13. Paperchase - 5:01
14. Be Happy Children - 2:45
Bonus Tracks (Deluxe Edition)
15. Starlite - 3:41
16. Devotion - 4:01

## Classifiche
| Classifica (2012) | Posizione massima |
| ----------------- | ----------------- |
| Austria           | 74                |
| Belgio (Fiandre)  | 33                |
| Belgio (Vallonia) | 81                |
| Paesi Bassi       | 60                |
| Regno Unito       | 1                 |
| Scozia            | 3                 |
| Spagna            | 50                |
| Stati Uniti       | 166               |